# Leucojum
- Commons
- Wikispecies

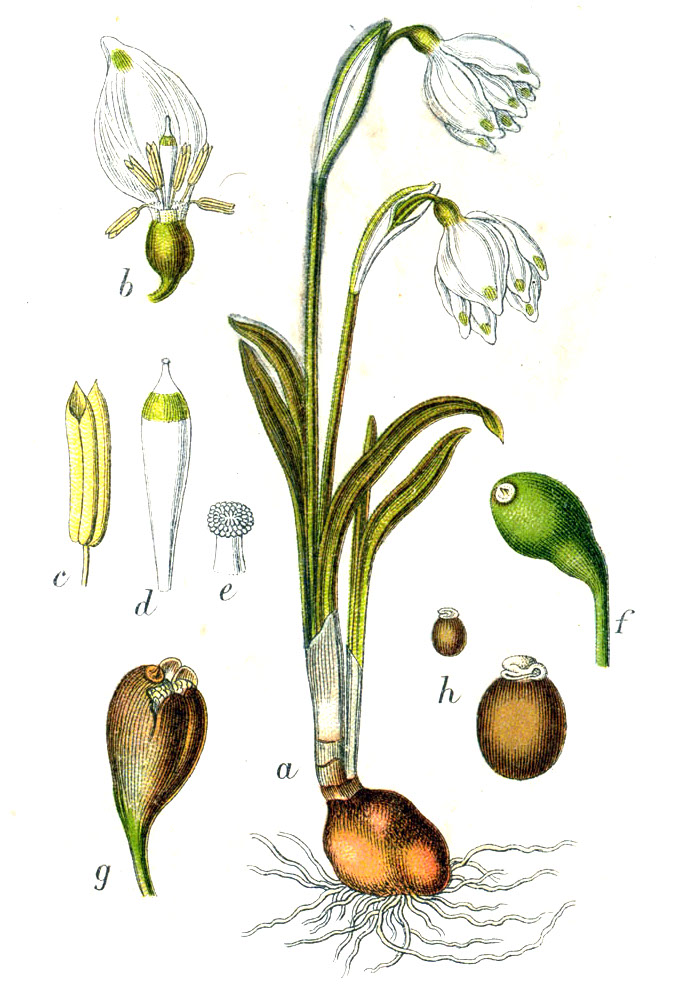
Leucojum vernum

Leucojum L. é um género botânico pertencente à família Amaryllidaceae.

## Sinonímia
- Acis Salisb.

## Espécies
- Leucojum aestivale
- Leucojum aestivum
- Leucojum auctumnale
- Leucojum biflorum
- Leucojum capitulatum
- Lista completa

## Classificação do gênero
| Sistema | Classificação                     | Referência               |
| ------- | --------------------------------- | ------------------------ |
| Linné   | Classe Hexandria, ordem Monogynia | Species plantarum (1753) |